# Pena Verde
Pena Verde é uma povoação portuguesa sede da Freguesia de Pena Verde do Município de Aguiar da Beira, freguesia com 29,4 km² de área e 715 habitantes (censo de 2021), tendo, por isso, uma densidade populacional de 24,3 hab./km².
Localizada na zona sueste do município, a freguesia da Penaverde tem como vizinhos as freguesias do Eirado a norte, Carapito a nordeste, Forninhos a sudoeste, Dornelas a oeste e Cortiçada a noroeste e o Município de Fornos de Algodres a sueste.
Foi vila e sede de concelho entre 1240 e 1836. Era constituído pelas freguesias de Dornelas, Forninhos, Pena Verde e Queiriz. Tinha, em 1801, 1977 habitantes.
Integra o lugar de Mosteiro, onde se realiza uma Festa do Pastor e do Queijo de Aguiar da Beira.

## Demografia
A população registada nos censos foi:
| Distribuição da População por Grupos Etários | Distribuição da População por Grupos Etários | Distribuição da População por Grupos Etários | Distribuição da População por Grupos Etários | Distribuição da População por Grupos Etários |
| -------------------------------------------- | -------------------------------------------- | -------------------------------------------- | -------------------------------------------- | -------------------------------------------- |
| Ano                                          | 0-14 Anos                                    | 15-24 Anos                                   | 25-64 Anos                                   | > 65 Anos                                    |
| 2001                                         | 171                                          | 125                                          | 453                                          | 231                                          |
| 2011                                         | 82                                           | 94                                           | 366                                          | 271                                          |
| 2021                                         | 50                                           | 58                                           | 329                                          | 278                                          |

## Economia
Pena Verde é uma zona essencialmente agrícola, sendo que o sector da pastorícia e da produção do queijo ocupam cerca de 40% da população da freguesia.
Não é uma zona muito rica em termos de agricultura, sendo a pastorícia uma actividade mais rentável. A outra área com maior empregabilidade é a construção civil.

## Património
- Pelourinho de Pena Verde